# Saigon Water Park

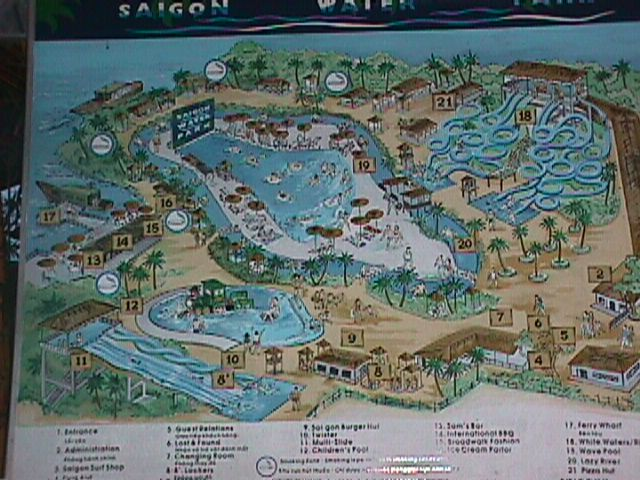
Saigon Water Park

Saigon Water Park war ein Freizeitbad direkt am Saigon-Fluss im Bezirk Thủ Đức von Ho-Chi-Minh-Stadt. 1997 war er der erste Park seiner Art in Ho-Chi-Minh-Stadt.

## Finanzielle Schwierigkeiten
Der Park stieß nach der Eröffnung auf den Wettbewerb einer Reihe anderer Wasserparks in Ho-Chi-Minh-Stadt und in Folge auf finanzielle Schwierigkeiten. 2006 wurde der Park von dem Investoren zurückgebaut, das Land von Freizeit- in Wohnimmobilien umgestaltet und das gesamte Inventar des Wasserparks verkauft und entfernt. Viele Reiseführer und Reisewebsites verweisen immer noch auf diese Touristenattraktion, obwohl sie geschlossen ist.

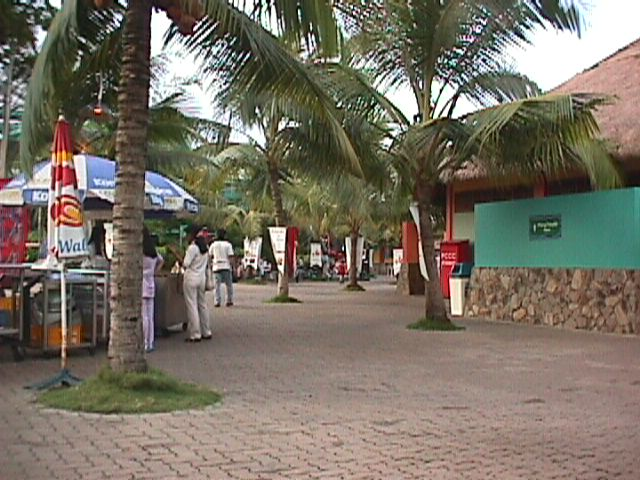
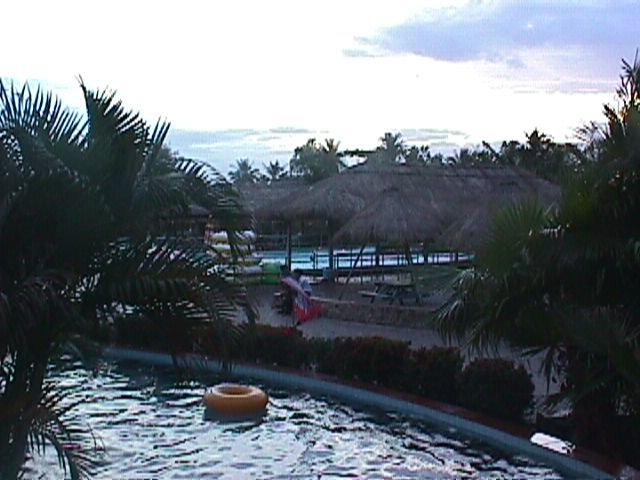
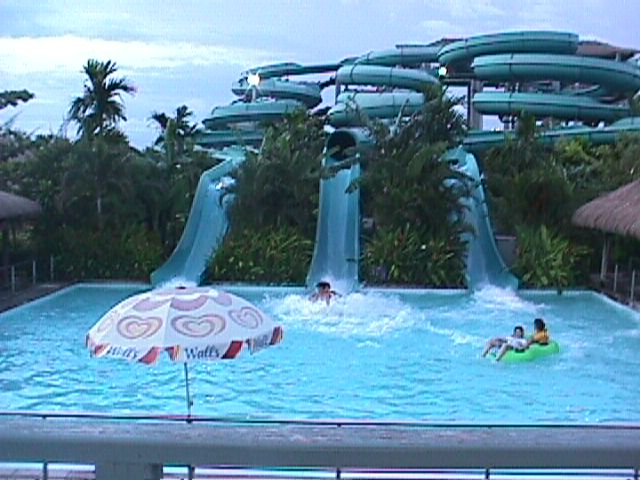
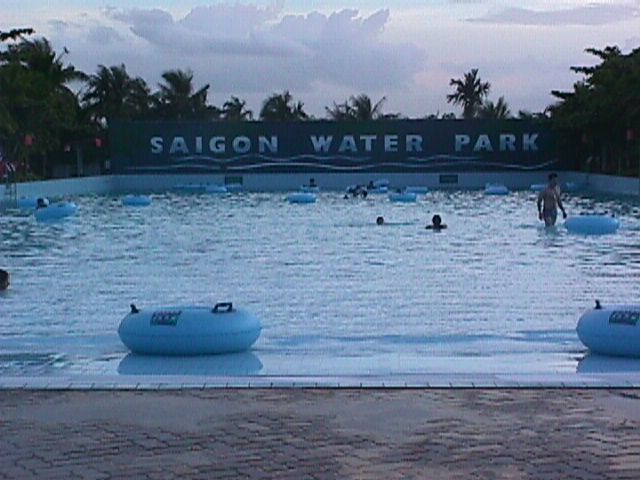